# Festival Menuhin de Gstaad

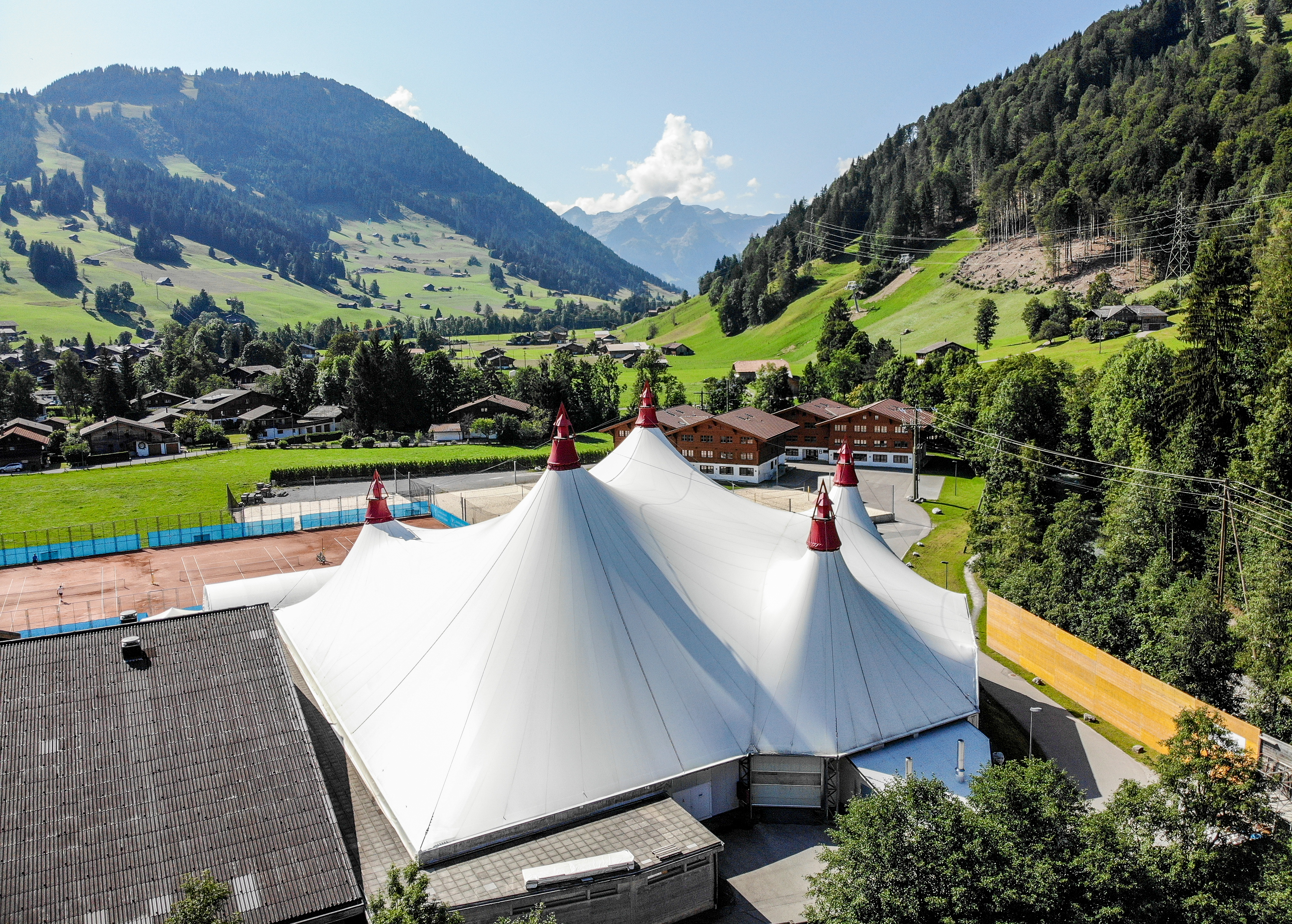
La tente du festival

Le festival Menuhin est un festival de musique classique qui se déroule chaque été à Gstaad en Suisse. Il a été fondé en 1957 par le violoniste Yehudi Menuhin (1916-1999), à la suite de la demande du directeur de l'Office de Tourisme de l'époque Paul Valentin de « l'aider à enrichir la saison d'été de quelques concerts ».
Yehudi Menuhin fait construire son chalet pour sa famille à Gstaad en 1959, où il venait de fonder son festival en 1957. Il consiste désormais en une cinquantaine de concerts dans une période de sept semaines, avec une grande sélection de solistes fameux et d'ensembles reconnus. Depuis 2002, Christoph Müller est le directeur du festival.
En 2012, le festival s'est tenu du vendredi 20 juillet au 8 septembre. Bien que Gstaad soit le cœur du festival, des concerts ont aussi lieu dans l'Oberland bernois. En 2012, le premier concert est un récital de la violoniste britannique Julia Fischer qui s'est tenu à l'église réformée de Saanen. Parmi les solistes, il y a aussi le pianiste András Schiff, la soprano Cecilia Bartoli ou encore la violoncelliste Sol Gabetta. Le festival a été réduit en nombre en 2020 à cause de la pandémie de Covid-19. Pour l'été 2021, la 65e édition du festival s'est passée du 16 juillet 2021 au 4 septembre 2021 avec des mesures de sécurité sanitaire renforcées.